# Ткач, Александр Никифорович
Александр Никифорович Ткач (7 июня 1933 год, село Святогоровка, Осакаровский район, Карагандинская область — 2004 год) — передовик сельскохозяйственного производства, бригадир тракторно-полеводческого звена. Герой Социалистического Труда (1973).

## Биография
Родился 7 июня 1933 года в крестьянской семье в селе Святогоровка Осакаровского района Карагандинской области.
Окончив заочное отделение Карагандинского педагогического училища, преподавал в начальных классах в селе Найдорф.
В 1949 году начал трудиться в колхозе «Путь к коммунизму» Осакаровского района.
В 1952 году был призван на срочную службу. После армии из армии в 1955 году вернулся в родную деревню и после окончания курсов трактористов на Литвиновской машинно-тракторной станции трудился трактористом-комбайнёром в колхозе «Новый путь» Осакаровского района.
В 1966 году вступил в КПСС.
За достижения в трудовой деятельности был награждён орденом Ленина.
В 1972 году был назначен бригадиром тракторно-полеводческой бригады совхоза имени XIX съезда КПСС Карагандинской области. Летом 1973 года намолотил 1250 тонн зерновых. За эти выдающиеся достижения в уборке зерновых был удостоен в 1973 году звания Героя Социалистического Труда.
Избирался членом районного, областного комитетов КПСС и делегатом XVI съезда компартии Казахстана.
Проживал в селе Озёрное, затем в посёлке Осакаровка Осакаровского района. Вместе с женой воспитал четверых детей.
Скончался 29 марта 2004 года. Похоронен на Осакаровском поселковом кладбище.

## Награды
- Герой Социалистического Труда — указом Президиума Верховного Совета СССР от 10 декабря 1973 года
- Орден Ленина (1967, 1973)
- Почётный гражданин Осакаровского района (2000)